# Neral
Neral là một thị trấn thống kê (census town) của quận Raigarh thuộc bang Maharashtra, Ấn Độ.

## Địa lý
Neral có vị trí 19°02′B 73°19′Đ / 19,03°B 73,32°Đ Nó có độ cao trung bình là 40 mét (131 feet).

## Nhân khẩu
Theo điều tra dân số năm 2001 của Ấn Độ, Neral có dân số 14.739 người. Phái nam chiếm 51% tổng số dân và phái nữ chiếm 49%. Neral có tỷ lệ 70% biết đọc biết viết, cao hơn tỷ lệ trung bình toàn quốc là 59,5%: tỷ lệ cho phái nam là 76%, và tỷ lệ cho phái nữ là 64%. Tại Neral, 13% dân số nhỏ hơn 6 tuổi.